# Frank Tracy Griswold
Frank Tracy Griswold III (ur. 18 września 1937 r. w Bryn Mawr, zm. 5 marca 2023 w Filadelfii) – amerykański duchowny, biskup i 25. prymas Kościoła Episkopalnego Stanów Zjednoczonych w latach 1998–2006.

## Życiorys
Urodził się w 1937 r. w stanie Pensylwania, gdzie spędził dzieciństwo i młodość. Kształcił się w St Paul's School w Concord, a następnie uzyskał tytuł licencjata z literatury angielskiej na Harvard College w 1959 r. Kolejno uczęszczał do General Theological Seminary, gdzie zdobył licencjat z teologii i magisterium na Oriel Collage w Oksfordzie w 1966 r.
Święcenia kapłańskie otrzymał w 1963 r., po czym został skierowany do trzech parafii w rodzinnej Pensylwanii, w tym m.in. do Filadelfii. W 1985 r. został wybrany na koadiutora diecezji chicagowskiej. Dwa lata później objął rządy jako pełnoprawny biskup w tej diecezji.
W 1998 r. został wybrany na prymasa Kościoła Episkopalnego. Griswold zaangażował się w działalność ekumeniczną zostając w latach 1998–2003 współprzewodniczącym Międzynarodowej Komisji Anglikańsko-Katolickiej. Należał także do Stowarzyszenia św Jana Ewangelisty prezentując się jako zwolennik tradycji anglo-katolickiej w Kościele Episkopalnym. Po zakończeniu swojej kadencji 1 listopada 2006 r. przeszedł na emeryturę. Jego następcą została Katharine Jefferts Schori, która jest pierwszą kobietą stojącą na czele tej wspólnoty kościelnej.
Jest ojcem Elizy Griswold, znanej pisarki i dziennikarki.